# Владимировка (Голованевский район)
Владимировка (укр. Володимирівка) — село в Подвысоцкой сельской общине Голованевского района Кировоградской области Украины.
До 2020 года входило в Новоархангельский район
Население по переписи 2001 года составляло 118 человек. Почтовый индекс — 26122. Телефонный код — 5255. Код КОАТУУ — 3523684202.